# Roulé
Roulé è stata un'etichetta discografica francese di musica house. 

## Storia
La Roulé venne fondata nel 1995 dall'ex membro dei Daft Punk Thomas Bangalter.
Tra i dischi più famosi pubblicati da questa etichetta ci sono Trax On Da Rocks Vol.1 di Thomas Bangalter del 1995, Music Sounds Better with You di Stardust del 1998, e Together del duo omonimo (composto da Bangalter e il suo amico DJ Falcon) del 2002. La maggior parte dei dischi editi dalla Roulé sono in vinile, eccezion fatta per Stardust, So Much Love To Give dei Together e la colonna sonora originale del film di Gaspar Noé Irréversible, pubblicati tutti e tre su CD. Tutte le copertine dei dischi dell'etichetta sono contraddistinte dalla stessa immagine: una roulette su sfondo ocra. 
La Roulé aveva anche una sotto-etichetta chiamata Scratché, che pubblicò un solo disco del 1998 dei Buffalo Bunch.
L'etichetta venne liquidata nel 2018.